# 山内悠椰
山内 悠椰（やまうち ゆうや、1973年10月14日 - ）は日本の男性声優。千葉県出身。血液型A型。以前はTABプロダクションに所属していた。
女性に近い声色を活かした役柄で活躍する。

## 出演作

### テレビアニメ
2006年
- ヤマトナデシコ七変化♥（遠山雪之丞）

### 吹き替え
- ドタキャン・パパ（ワーナーホームビデオ）
- PETE&PETE（ビル）

### ゲーム
- ガイザード・シャッフル〜僕らは想いを解き放つ〜（山風大地）
- ガイザード〜僕らは想いを身に纏う〜（山風大地）
- 蚊とりアタック（いたずらっ子）
- グリムグリモア（バティド・バランタイン）
- ドジョッ子つかみ（お調子者の男）
- ボクの彼氏はジュリエット DVDPG side.B（神宮寺泉）

### ドラマCD
- うたうたいの恋
- お嫁においでよ！ （部員2）
- 俺のモノ！
- わがまま大王に気をつけろ（牧野）
- 「ガイザード・ラジオ」シリーズ（山風大地）

### ラジオドラマ
- 時代に吹く風（茨城放送）
- 「青空のかけら」シリーズ（栃木放送、北日本放送、福井放送）
- ハートの魔法・第一部（大地）（ラジオ日本）

### テレビ番組
- いつみても波瀾万丈（日本テレビ）
  - 泣いた笑ったご対面・あの人に会いたい（高橋慶彦編）